# Dunspröding
Dunspröding (Psathyrella hirta) är en svampart som beskrevs av Peck 1898. Dunspröding ingår i släktet Psathyrella och familjen Psathyrellaceae.  Arten är reproducerande i Sverige. Inga underarter finns listade i Catalogue of Life.